# David Querol Blanco
David Querol Blanco (Reus, Baix Camp, 25 de febrer de 1989) és un futbolista català que juga de davanter.

## Carrera esportiva
David Querol es va formar al planter del Club de Futbol Reus Deportiu, de la seva localitat natal. Va debutar amb el primer equip la temporada 2008-09 a Tercera Divisió després d'estar cedit la primera volta al Club Esportiu Morell, de la Segona Regional Catalana. En la campanya 2010-11, amb els tretze gols que va marcar, va ajudar el Reus Deportiu a tornar a Segona Divisió B.
L'abril del 2011, Querol va firmar un contracte amb el Betis segons el qual s'incorporaria a la disciplina verd-i-blanca en acabar la temporada que s'estava jugant, amb la promesa de poder fer la pretemporada amb el primer equip. No obstant això, en el club sevillà va jugar al filial, que militava a la categoria de bronze del futbol espanyol, però una lesió al pubis el va obligar a perdre's la seva primera temporada amb el Reial Betis B. Ja recuperat, la temporada 2012-13 es converteix en un dels referents de l'atac, i és cridat més d'una vegada per Pepe Mel per entrenar-se amb el primer equip. Malgrat això, no va poder evitar que aquest exercici futbolístic acabés amb el descens del filial a la Tercera Divisió.
El 7 de juliol de 2013 segella el seu compromís amb el Club Gimnàstic de Tarragona, equip que li permetria seguir jugant a Segona Divisió B. En una campanya amb els tarragonins aconsegueix sis gols en quaranta partits i el Nàstic es queda a les portes d'aconseguir l'ascens a Segona Divisió.
El juliol del 2014 firma un contracte de dos anys amb la Unió Esportiva Llagostera perquè club i jugador debutin a la Segona Divisió. El debut va ser el 23 d'agost de 2014, amb una derrota per 0-2 contra la Unió Esportiva Las Palmas. El 18 de gener de 2015, David Querol va fer el seu primer gol en el segon nivell del futbol espanyol, un gol que tancava el marcador d'un partit que va posar fi a victòria per 2-0 enfront del Reial Valladolid.
El 9 de juliol de 2016, Querol torna a Reus, a Segona Divisió. El gener de 2019, el seu contracte es va rescindir a causa de la mala situació econòmica del club.
El 30 de gener de 2019, com a agent lliure Querol va signar contracte per dos anys i mig amb el Cadis CF. Exactament un any més tard fou cedit a l'Albacete Balompié també de segona, pel que quedava de la temporada.
El 5 d'octubre de 2020, Querol va acabar contracte amb els andalusos.